# Минская областная библиотека имени А. С. Пушкина
Минская областная библиотека имени А. С. Пушкина (бел. Мінская абласная бібліятэка імя А. С. Пушкіна) — одна из старейших библиотек Беларуси и крупнейший информационный, образовательный и культурно-просветительный центр Минской области.

## История
Библиотека была открыта 25 декабря 1900 года Минской городской думой как городская публичная библиотека, создание которой было приурочено к празднованию столетия со дня рождения А. С. Пушкина. Публичная библиотека имени А. С. Пушкина была призвана «навсегда запечатлеть в памяти народа имя великого русского поэта».
Минская городская дума для заведования библиотекой избирала Совет и определяла число его членов, при этом в состав Совета в качестве непременного члена входил директор Минской мужской гимназии или директор реального училища. Члены Совета в свою очередь избирали из своей среды председателя, который утверждался начальником губернии.
Библиотека получила широкую популярность в народе: за короткий срок было приобретено большое количество книг, а количество подписчиков библиотеки неуклонно росло. Первое здание библиотеки было расположено на улице Захарьевской (сейчас проспект Независимости), а в 1904 году библиотеку перевели на ул. Крещенскую (в настоящее время ул. Интернациональная). В 1908 году в качестве почётного члена библиотеки был избран Лев Толстой. Библиотекой было приобретено 3 экземпляра его сочинений и портрет для библиотеки.
В марте 1938 года библиотека была реорганизована в Минскую областную библиотеку им. А. С. Пушкина и стала крупным культурным центром в области.
В годы Великой Отечественной войны библиотека, как и другие учреждения науки и культуры, понесла значительный урон. Около 400 тыс. экземпляров книг было уничтожено или увезено в Германию. До войны в фонде библиотеки хранились редкие издания, в том числе воспоминания, дневники современников Пушкина и другие документы.
В послевоенные годы в работе Минской областной библиотеки произошли существенные улучшения: библиотека широко развернула работу передвижных библиотек, улучшала качество обслуживания читателей, для которых стали организовываться выставки, громкие читки, литературные вечера, читательские конференции и т. д. Было улучшено методическое руководство и уделено внимание рабочим кадрам библиотеки.
В 1949 году библиотека отмечала 50-летний юбилей, в рамках которого была проведена научно-литературная сессия, также приуроченная и к 150-летию со дня рождения А. С. Пушкина.
В 1966 году было принято решение о строительстве нового здания областной библиотеки им. А. С. Пушкина на улице Гикало в центре города. Новое здание открыло свои двери для читателей в ноябре 1971 года. В 1974 году библиотека возглавила работу по централизации и развитию сети библиотек Минской области.
В 1989 году Минская областная библиотека им. Пушкина была объединена с ещё одной областной библиотекой — детской библиотека имени Янки Мавра. Объединение способствовало более эффективному использованию материально-технической базы, библиотечно-информационных ресурсов, финансовых средств, а также творческого потенциала кадров.
Всё более популярными в библиотеке стали клубы и объединения по интересам, проводились читательские встречи, встречи с писателями, презентации, премьеры новых книг, научные конференции, а также многие другие культурно-просветительные и образовательные мероприятия. Особое место в деятельности библиотеки занимает также работа по сохранению и возрождению национального культурного наследия.
В 1993 году началась работа по автоматизации библиотечных процессов, в результате которой в библиотеке был создан электронный каталог, базы данных книг и брошюр, краеведческой литературы, литературы на иностранных языках, нот, статей и других документов. Фактом перехода на новые информационные технологии стало открытие отдела автоматизации.
В 1996 году, в результате сотрудничества с культурными центрами зарубежных стран в Беларуси, в библиотеке открыт «Франко-Белорусский зал информации о современной Франции». Также одним из основных деятельности библиотеки является увековечение памяти Александра Сергеевича Пушкина. Так, в 1998 году, к 200-летию со дня рождения А. С. Пушкина в библиотеке был создан Пушкинский информационный центр, в котором создан сводный каталог дореволюционных изданий и публикаций Пушкина и литературы о нём, хранящихся в библиотеках, музеях и архивах Беларуси.
В 1999 году сектор литературы на иностранных языках стал Отделом иностранной литературы. Фонд отдела составляет около 17 тыс. экземпляров. В нём собраны произведения, написанные на многих языках мира.

## Современное состояние
В настоящее время Минская областная библиотека им. А. С. Пушкина представляет собой не только одну из старейших и крупнейших библиотек Республики Беларусь, но и важнейший образовательный, информационный и культурно-просветительский центр, открытый для всех желающих получить и расширить свои знания.
Согласно данным, услугами библиотеки ежегодно пользуются около 40 тыс. читателей, которым выдаётся свыше 770 тыс. экземпляров документов на разных носителях информации. Библиотечное обслуживание пользователей обеспечивается абонементом и системой специализированных читальных залов. В библиотеке можно получить различные дополнительные платные услуги, в том числе сервисные. Среди них копирование информации на различные носители; ксерокопирование, сканирование документов; распечатка электронного документа пользователя; предоставление компьютера пользователям библиотеки для самостоятельной работы и др.. Минская областная библиотека владеет крупнейшим в области универсальным фондом документов — свыше 770 тыс. экземпляров, а также осуществляет доступ к виртуальному читальному залу Национальной библиотеки Беларуси. Библиотека располагает двумя выставочными залами, которые сдаются в аренду для проведения художественных выставок, конференций и различных культурных мероприятий.

Витражи в вестибюле первого этажа библиотеки
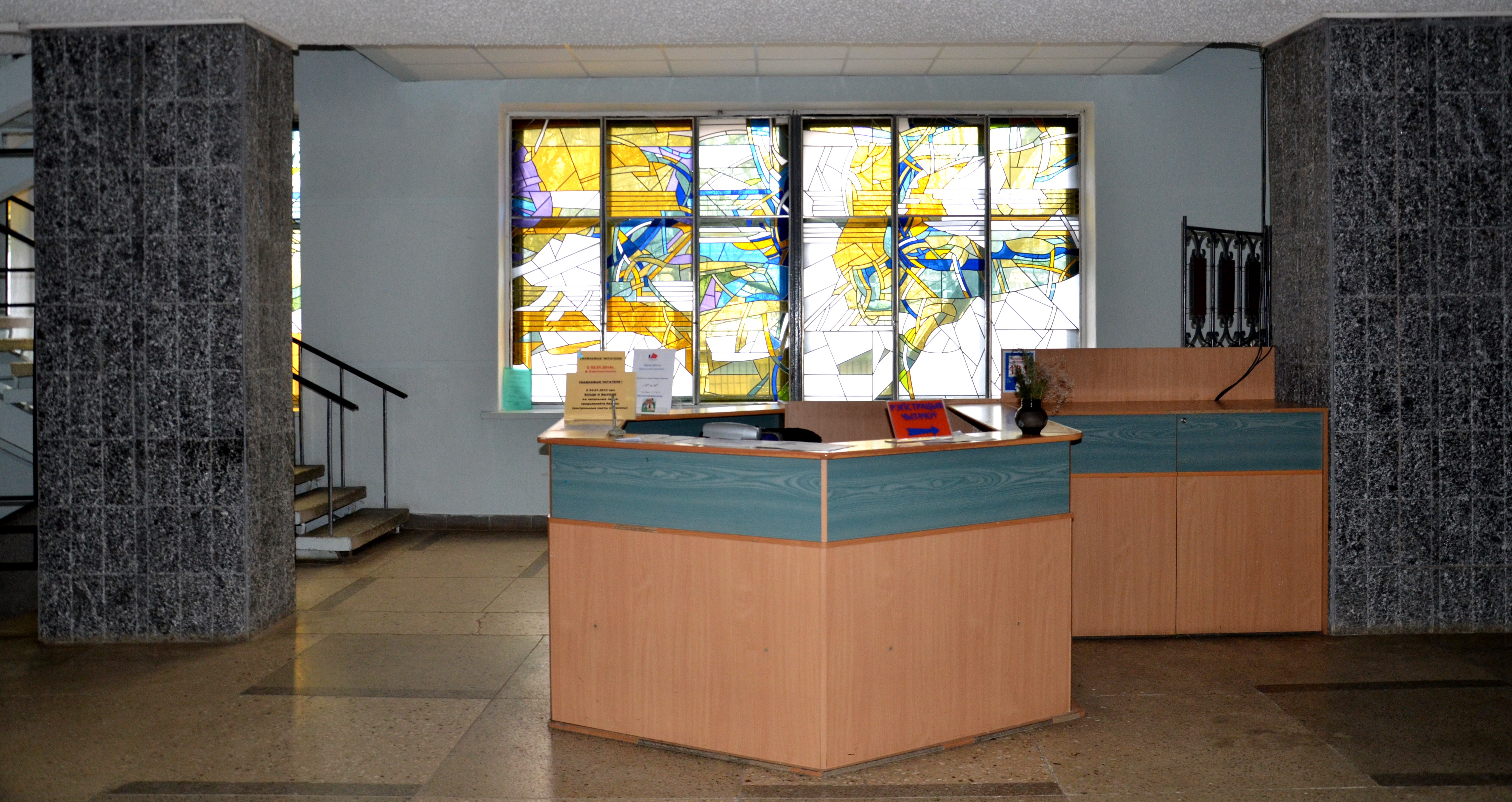